# Gregorio Báez
Gregorio Báez fue un militar argentino, perteneciente a la Armada, que alcanzó la jerarquía de capitán de fragata. Se desempeñó como gobernador del Territorio Nacional de Tierra del Fuego entre 1939 y 1942, y como comisionado federal de facto del Territorio Nacional del Chubut entre 1943 y 1944.

## Biografía
Ingresó a la Armada Argentina, egresando de la Escuela Naval Militar en 1911 en la promoción 34 como guardiamarina. Fue comandante del petrolero Ministro Ezcurra en 1928.
Se retiró del servicio en 1934, con el grado de capitán de fragata.
En junio de 1939 fue designado gobernador del Territorio Nacional de Tierra del Fuego por el presidente Roberto Marcelino Ortiz, desempeñando el cargo hasta septiembre de 1942. Durante su gestión, propuso el traslado de la capital territorial desde Ushuaia a Río Grande, como habían solicitado anteriormente otros gobernadores, y propuso modificaciones al sistema carcelario y la creación de un presupuesto para la policía territorial.
Tras el golpe de Estado junio de 1943, fue designado comisionado federal del Territorio Nacional del Chubut por el presidente de facto Pedro Pablo Ramírez, ocupando el cargo hasta 1944. En los primeros meses en el cargo, se suspendieron las actividades sindicales y se detuvo al titular del Sindicato de Obreros y Empleados Petroleros. Tras ello, en una nota al Ministerio del Interior Báez alertó sobre la existencia de «células comunistas» en Comodoro Rivadavia, señalando peligros para la industria del petróleo en la región. Este informe desembocó en la creación de la Zona Militar de Comodoro Rivadavia, desmembrando el sur del territorio del Chubut y el norte del territorio de Santa Cruz, en 1944.